# Michael Christian
Michael Christian (* 9. Mai 1947 in Lubmin; † 12. Juni 2006 in Berlin) war ein deutscher Schauspieler und Synchronsprecher.

## Biografie
Christian wurde als Sohn des Schauspielerehepaars Norbert Christian und Christine Hackenthal in Lubmin an der Ostsee geboren. Nach dem Schulabschluss besuchte er von 1964 bis 1967 die Hochschule für Schauspielkunst „Ernst Busch“ in Berlin. Dort erhielt er eine klassische Schauspielausbildung, die neben Sprechunterricht auch Fechten umfasste. 1967 erhielt er in Weimar ein erstes Bühnenengagement (bis 1973). Zu seinen weiteren Bühnenstationen zählen Gera (1974), Schwerin (Mecklenburgisches Staatstheater Schwerin, 1975), Rostock (Volkstheater Rostock, 1975–1981) und West-Berlin (Vaganten Bühne, 1986–1989).
Seit Anfang der 1970er Jahre übernahm er vermehrt Rollen in Film- und Fernsehproduktionen. Zu seinen bekanntesten DDR-Produktionen zählen Kurt Jung-Alsens Kriegsdrama Das Geheimnis des Ödipus, Konrad Wolfs Drama Solo Sunny sowie mehrere Filme der Krimireihe Polizeiruf 110.
In der Bundesrepublik Deutschland avancierte Christian zu einem vielbeschäftigten Synchronsprecher und lieh seine Stimme u. a. Rowan Atkinson (Hot Shots! Der zweite Versuch), Nicolas Cage (Leaving Las Vegas), Jonathan Frakes (Fackeln im Sturm sowie in der dritten Staffel der Mysteryserie X-Factor: Das Unfassbare), Steve Guttenberg (Home Team – Ein treffsicheres Team), Mandy Patinkin (Chicago Hope – Endstation Hoffnung) und Pui Pui (Dragonball Z). Auch war er in der von Disney produzierten Serie Power Rangers Dino Thunder als Sprecher des Antagonisten Zeltrax zu hören. Einem breiten Publikum wurde seine Stimme besonders durch die Synchronisation von Richard Dean Anderson in der Rolle des MacGyver in der gleichnamigen Abenteuerserie bekannt.
Um die Jahrtausendwende wandte sich Christian auch wieder verstärkt der Film- und Fernseharbeit zu. Er spielte in der japanischen Produktion Richard Sorge – The Spy of the Century, Hans Weingartners Kinoproduktion Die fetten Jahre sind vorbei, sowie dem Tatort Teufelskreis und gab Gastauftritte in zahlreichen Fernsehserien wie Hinter Gittern – Der Frauenknast, Wolffs Revier, Edel & Starck und Gute Zeiten, schlechte Zeiten.
Er spielte am Berliner Kriminal Theater in dem Krimi-Klassiker von Agatha Christie Die Mausefalle über 100 Mal die Rolle des unbekannten Mr. Paravicini.
Michael Christian, der neben seiner schauspielerischen Tätigkeit auch ein passionierter Bildhauer und Maler war, starb am 12. Juni 2006 im Alter von 59 Jahren an einer Krebserkrankung. Michael Christian war mit der Synchron-Aufnahmeleiterin Gabriele Hengst verheiratet.

## Filmografie (Auswahl)
- 1974: Das Geheimnis des Ödipus
- 1975: Polizeiruf 110 – Der Spezialist (TV-Reihe)
- 1975: Eine Pyramide für mich
- 1975: Polizeiruf 110 – Zwischen den Gleisen
- 1979: Des Henkers Bruder
- 1980: Die Schmuggler von Rajgrod
- 1980: Solo Sunny
- 1980: Das Mädchen Störtebeker (TV-Serie)
- 1980: Polizeiruf 110 – Der Einzelgänger
- 1980: Meines Vaters Straßenbahn (Fernseh-Zweiteiler)
- 1982: Rächer, Retter und Rapiere (Fernsehserie, 6 Folgen)
- 1994: Der Blaue
- 1998: Der Clown (TV-Serie, Folge 2x07)
- 2001: Stubbe – Von Fall zu Fall: Unschuldsengel
- 2002: Schloss Einstein (TV-Serie, Folge 4x20)
- 2002: Polizeiruf 110 – Braut in Schwarz
- 2003: Richard Sorge – The Spy of the Century
- 2003: Der letzte Zeuge: Der Tag, an dem ein Vogel vom Himmel fiel
- 2004: Der Mustervater – Allein unter Kindern
- 2004: Tatort – Teufelskreis (Fernsehreihe)
- 2005: Hinter Gittern – Der Frauenknast (TV-Serie, Folge 14x13)

## Synchronrollen (Auswahl)
Richard Dean Anderson
- 1987–1995/2014: als Angus MacGyver in MacGyver
- 1994: als Angus MacGyver in MacGyver – Jagd nach dem Schatz von Atlantis
- 1994: als Angus MacGyver in MacGyver – Endstation Hölle
- 1994: als Bradley Matthews in Von Eifersucht besessen

### Filme
- 1973: Frédéric Santaya als Inspector Favre in Der Kommissar und sein Lockvogel
- 1973: Guy Heron als Soramon in Der Kommissar und sein Lockvogel
- 1974: Giuliano Gemma als Nullo Branzi in Verbrechen aus Liebe
- 1974: Ole Ernst als Kriminalassistent Holm in Der voraussichtlich letzte Streich der Olsenbande
- 1976: Ken Norton als Drum in Die Sklavenhölle der Mandingos
- 1981: Franco Balducci als Elisio in Wir von der Straße
- 1981: Viktor Demertash als Farid in Vor verschlossener Tür
- 1986: Brad Dourif als Raymond in Blue Velvet
- 1986: Eugene Levy als Norman Kane in Zwei unter Volldampf
- 1986: Phil Brock als Adams in P.O.W. – Die Vergeltung
- 1987: Bing Russell als Sheriff Earl in Overboard – Ein Goldfisch fällt ins Wasser
- 1987: Bruno Kirby als Mouse in Tin Men
- 1987: Todd Susman als Vorarbeiter in Beverly Hills Cop II
- 1988: Roelant Radier als Pathologe in Verfluchtes Amsterdam
- 1990: Tony Todd als Ben in Die Rückkehr der Untoten
- 1992: Tony Denison als Noel Guzmann in Blutige Ernte – The Harvest
- 1993: Rowan Atkinson als Dexter Hayman in Hot Shots! Der zweite Versuch
- 1994: Patrick Gallagher als Robby in Felony – Die CIA–Verschwörung
- 1994: William Sadler als Heywood in Die Verurteilten
- 1995: Arliss Howard als Virgil in To Wong Foo, thanks for Everything, Julie Newmar
- 1995: Christopher Murray als Matthew Grimes in Virtuosity
- 1995: Colm Meaney als Morgan der Bock in Der Engländer, der auf einen Hügel stieg und von einem Berg herunter kam
- 1995: Nicolas Cage als Ben Sanderson in Leaving Las Vegas
- 1995: Saul Stein als Emil Roscoe in New Jersey Drive
- 1996: Mark Johnson als Deputy Willie Hastings in Die Jury
- 1997: Patrick Kilpatrick als John Wesley in Free Willy 3 – Die Rettung
- 1997: Ray Baker als Wilder in Mord ist ihr Hobby: Eine Zeugin verschwindet
- 1997: Richard Norton als Giancarlo in Mr. Nice Guy
- 1998: Chris Cooper als Frank Booker in Der Pferdeflüsterer
- 1998: Rob Moran als Detective Stabler in Verrückt nach Mary
- 1999: Cary–Hiroyuki Tagawa als Johnny Tsunami in Johnny Tsunami: Der Wellenreiter
- 2000: Alan Keegan als Stadionsprecher in Nur Mut, Jimmy Grimble
- 2000: Gérard Barray als Spanischer Offizieller in Sexy Beast
- 2001: Peter Stormare als Oberon in Happy Campers
- 2003: Mark Boone Junior als Detective Whitworth in 2 Fast 2 Furious
- 2003: Rawiri Paratene als Chief in Die Legende von Johnny Lingo
- 2003: William Atherton als Onkel Duncan „Duncay“ Mack in American Angels – Erben kann so sexy sein!
- 2004: Bryan Brown als Leland in … und dann kam Polly
- 2004: William Sadler als Kenneth Braun in Kinsey – Die Wahrheit über Sex

### Serien
- 1985: Ben Murphy als Gregory King in Love Boat
- 1985: Mel Tillis als Danny Hartman in Love Boat
- 1985: Richard Bergman als Ted Gaines in Love Boat
- 1985: Richard Hatch als Tom Whitlaw in Love Boat
- 1985: Sam Groom als Blake Gibson in Love Boat
- 1988: Anthony James als Laird in V – Die Außerirdischen Besucher kommen
- 1988: Christopher Neame als Klaus Gunter in Trio mit vier Fäusten
- 1988: James Stacey als Mr. Seganski in Trio mit vier Fäusten
- 1988: Stephen Collins als Billy Lee in Die Polizei–Chiefs von Delano
- 1989: Clyde Jones als Point Man in NAM – Dienst in Vietnam
- 1989: Mark Rolston als PV2 Innes in NAM – Dienst in Vietnam
- 1989: Vincent Thinh Nguyen als NVA Commander in NAM – Dienst in Vietnam
- 1991: Ed Trotta als Carlos „Lucky Charlie“ Rodriguez in MacGyver
- 1994: Michael Bell als Ixis Naugus in Sonic the Hedgehog
- 1995: Bryan Cranston als Garrett Berlin in Viper
- 1996: Josh Clark als Lieutenant Carey (2. Stimme) in Star Trek: Raumschiff Voyager
- 1998: Allan Havey als Jay Lowery in Viper
- 1998: J. K. Simmons als Sergeant Treadway in New York Undercover
- 1999: Michael Canavan als Curneth in Star Trek: Raumschiff Voyager
- 2000: Cary–Hiroyuki Tagawa als Peter in Seven Days – Das Tor zur Zeit
- 2000: Fintan McKeown als Michael Sullivan in Star Trek: Raumschiff Voyager
- 2001: James McCauley als Harvey Terkell in Sex and the City
- 2001: Todd Eckert als Rick Cattleman in Ally McBeal
- 2002: Robert LuPone als Len Schneider in Sex and the City

## Theater
- 1979: Michail Schatrow: Blaue Pferde auf rotem Gras (Lenin) – Regie: Siegfried Böttger (Volkstheater Rostock – Großes Haus)

## Hörspiele
- 1980: Jorge Amado: Der gestreifte Kater und die Schwalbe Sinhá (Erzähler) – Regie: Manfred Täubert (Kinderhörspiel – Rundfunk der DDR)